# Рязань (Московская область)
Рязань — деревня в Одинцовском районе Московской области России. Входит в сельское поселение Никольское. Население 23 человека на 2006 год, в деревне числятся 2 улицы. До 2006 года Рязань входила в состав Волковского сельского округа.
Деревня расположена на юго-западе района, в 9 км к северо-западу от города Кубинка, на правому берегу Москва-реки, высота центра над уровнем моря 148 м.
Впервые в исторических документах деревня встречается в 1702 году, как пожалованная графу Гавриилу Ивановичу Головкину. По Экономическим примечаниям 1800 года было 27 дворов, 114 душ мужского пола и 103 женского. На 1852 год в деревне Рязань числилось 36 дворов, 126 душ мужского пола и 139 — женского, в 1890 году — 482 человека. По Всесоюзной переписи 17 декабря 1926 года числилось 48 хозяйств и 252 жителя, по переписи 1989 года — 20 хозяйств и 26 жителей.